# لويس كوك (لاعب كرة قدم كندية)
لويس كوك هو لاعب كرة قدم كندية كندي، ولد في 5 ديسمبر 1946 في توسان في الولايات المتحدة.